# Бобровий струмінь
Бобровий струмінь (бобровий мускус, кастореум) — секрет, що виділяється з особливих залоз бобра річкового (Castor fiber); щільна бура маса, що має мускусний запах з дьогтьовим відтінком.

## Бобри і боброва струмина

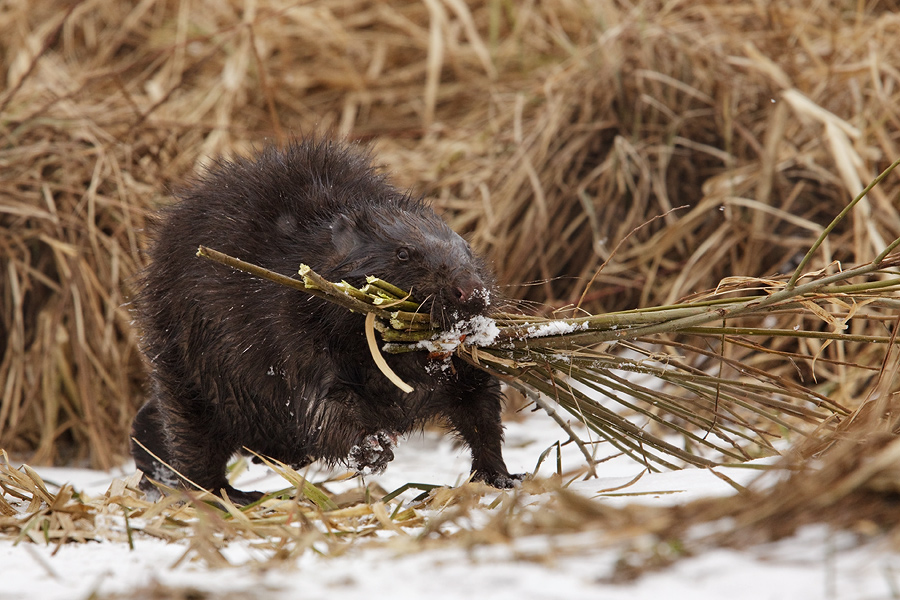
Бобер річковий

Під хвостом бобрів розташовані грушоподібні мішечки. Це не залози, а особливий, ні на що не схожий орган, наявний тільки у бобрів, рід яких на півдні Європи з'явився 10-12 млн років тому. Нагрібши лапками купи землі на межах своєї території, боброва сім'я поливає їх струменем пахучої рідини, щоб чужинці зрозуміли — місце зайняте. Вважають[хто?] також, що цією рідиною бобри змащують своє хутро, щоб воно було водонепроникним. Струмина, що утворюється в мішечках являє собою яскраво-помаранчеву рідину, яка на повітрі тут же окислюється, блякне, але не втрачає своїх головних властивостей. Жовтуватий і маслянистий струмінь виділяє їдкий дегтярний і шкіряний запах, що нагадує свіжу вербову кору. Стійкість його надзвичайно велика.

## Історія
Бобровий струмінь добували ще в Стародавньому світі. Існував міф про покірних бобрів, які добровільно відкушують свої яєчка і залишають мисливцям в обмін на життя. Цю легенду можна знайти у Езопа, Плінія Старшого і в численних середньовічних бестіаріях. Насправді, для отримання бобрового струменя, тварину зазвичай вбивали. Сучасні методики практикують отримання цієї речовини на звірофермах, не завдаючі шкоди тваринам. Оператор за допомогою спеціального пристосування збирає речовину, після чого відбувається відстоювання з подальшим відділенням бобрового струменя від непотрібних домішок.

## Застосування у косметології
Основні компоненти бобрового струменя — ацетофенон, бензиловий спирт, бензойна кислота, борнеол, n-етилфенол, о-крезол, гваякол. Спиртовий екстракт (настій) бобрового струменя — запашна речовина і фіксатор запаху, що широко застосовується в парфумерії. Струмінь бобра застосовується як антиспазматичний і заспокійливий засіб у медицині.
Бобровий струмінь, характеризуючись помітним еротичним потенціалом, успішно застосовується для створення терпких, стійких та чуттєвих парфумів.
Бобровий мускус застосовується в косметології — розгладжує зморшки, сприяє омолодженню шкіри. Струмінь бобра, як і мускус кабарги, використовується в парфумерії — застосовується у виробництві дуже дорогих парфумів, як природна віддушка і фіксатор запаху.

## Застосування у народній медицині
У народній медицині застосування бобрового струменя вельми різноманітне. Сильно розведений водою струмінь приймають усередину або використовують зовнішньо. Зі струменя роблять спиртовий настій. Виробляють з нього цілющий бальзам.
Струменю бобра здавна приписувалися цілющі властивості. Він використовувався у вигляді мазей, настоянок, порошків і вважалася універсальним засобом проти всіх хвороб — від гикавки до істерії і чуми. Бобровий струмінь вважають засобом, що допомагає при серцево-судинних, нервових захворюваннях, ослабленні функцій статевої системи.
Відомі бактерицидні і загоюючі властивості бобрового струменя, тому його застосовують зовнішньо і внутрішньо при ранових інфекціях, травмах, шкірних нагноєннях.
Для профілактики суглобових захворювань застосовують препарат у російській лазні або фінській сауні.